# (15947) Milligan
(15947) Milligan (1998 AL10) – planetoida z pasa głównego asteroid okrążająca Słońce w ciągu 4,01 lat w średniej odległości 2,52 j.a. Odkryta 2 stycznia 1998 roku.